# Asturias (Cebu)
Asturias ist eine philippinische Stadtgemeinde in der Provinz Cebu.

## Geografie
Sie grenzt an Tuburan im Norden, an Balamban im Süden, an die Stadt Danao City im Osten und an die Tanon-Straße im Westen.

### Baranggays
Asturias ist politisch in 27 Baranggays unterteilt. Davon liegen sieben an der Küste und 20 im Inland.
- Agbanga
- Agtugop
- Bago
- Bairan
- Banban
- Baye
- Bog-o
- Kaluangan
- Lanao
- Langub
- Looc Norte
- Lunas
- Magcalape
- Manguiao
- New Bago
- Owak
- Poblacion
- Saksak
- San Isidro
- San Roque
- Santa Lucia
- Santa Rita
- Tag-amakan
- Tagbubonga
- Tubigagmanok
- Tubod
- Ubogon

## Geschichte
Der ursprüngliche Name Asturias’ war Naghalin, abgeleitet von der Cebuano-Bezeichnung lalin, was so viel wie „Siedler von fernen Orten“ bedeutet. Die ersten Siedler kamen von anderen Gemeinden und benachbarten Inseln wie Bohol.
Ursprünglich gehörte ein Teil Naghalins zu Tuburan ein anderer Teil gehörte zu Balamban. Im Lauf der Zeit wuchs die Einwohnerzahl, sowohl aufgrund von Zuwanderung als auch aufgrund natürlichen Bevölkerungswachstums.
Schließlich richteten die Einwohner ein Gesuch an die spanischen Kolonialherren zur Bewilligung einer eigenen Lokalregierung. Dieses Gesuch wurde Ende des ersten Jahrzehnts im 18. Jahrhundert vom spanischen König bewilligt.

## Politik
Bürgermeister ist Alan Adlawan. Die aktuelle Amtsperiode begann am 30. Juni 2007 und endet am 30. Juni 2010.

## Söhne und Töchter
- Christian Vicente Noel (1937–2017), römisch-katholischer Geistlicher, Bischof von Talibon